# Copicucullia eulepis
Copicucullia eulepis är en fjärilsart som beskrevs av Augustus Radcliffe Grote 1876. Copicucullia eulepis ingår i släktet Copicucullia och familjen nattflyn. Inga underarter finns listade i Catalogue of Life.